# Danggali Conservation Park
Danggali Conservation Park är en park i Australien. Den ligger i delstaten South Australia, omkring 260 kilometer nordost om delstatshuvudstaden Adelaide. Danggali Conservation Park ligger 61 meter över havet.
Trakten runt Danggali Conservation Park är nära nog obefolkad, med mindre än två invånare per kvadratkilometer.. Det finns inga samhällen i närheten.
Omgivningarna runt Danggali Conservation Park är i huvudsak ett öppet busklandskap. Genomsnittlig årsnederbörd är 295 millimeter. Den regnigaste månaden är februari, med i genomsnitt 58 mm nederbörd, och den torraste är oktober, med 9 mm nederbörd.